# Niko Bratanić
Niko Bratanić, hrvaški general in vojaški zdravnik, * 30. maj 1906, † ?.

## Življenjepis
Pred vojno je končal beograjsko Medicinsko fakulteto (1934). Leta 1943 je vstopil v NOVJ in KPJ. 
Upokojen je bil leta 1967.

## Odlikovanja
- Red zaslug za ljudstvo
- Red bratstva in enotnosti